# Kuźnica Stara (powiat myszkowski)
Kuźnica Stara (do 31 grudnia 2002 Stara Kuźnica) – wieś w Polsce położona w województwie śląskim, w powiecie myszkowskim, w gminie Poraj.

## Historia
Wieś leży w Częstochowskim Obszarze Rudonośnym. Od XVII wieku funkcjonowała tu żelazna kuźnica należąca do dóbr koziegłowskich nazywana Warczeską lub Warcką (przybierała też nazwy: Szczwanek, Cwankowska i Frankowska. Dzierżawcom kuźni wolno było szukać i kopać rudę żelazną na użytek kuźni. W XIX wieku pozyskiwaną na terenie Kuźnicy Starej i Gęzyna rudę wożono furmankami do Pieca Masłońskiego. Kuźnica znajdowała się nad zachodnim brzegiem Zalewu Porajskiego. 
W latach 1954–1959 wieś należała i była siedzibą władz gromady Kuźnica Stara, po jej zniesieniu w gromadzie Choroń. W latach 1975–1998 miejscowość położona była w województwie częstochowskim. 1 stycznia 2003 nastąpiła zmiana nazwy ze Stara Kuźnica na Kuźnica Stara.
Kuźnica Stara znajduje się nad Zalewem Porajskim. Sąsiaduje ze wsią Gęzyn.